# Eutrepsia orodes
Eutrepsia orodes är en fjärilsart som beskrevs av Druce 1897. Eutrepsia orodes ingår i släktet Eutrepsia och familjen mätare. Inga underarter finns listade i Catalogue of Life.